# Tân Hào
Tân Hào là một xã thuộc tỉnh Vĩnh Long, Việt Nam.

## Địa lý
Xã Tân Hào có vị trí địa lý:
- Phía đông giáp xã Hưng Nhượng.
- Phía tây giáp xã An Định, ranh giới là sông Hàm Luông.
- Phía nam giáp xã Đại Điền, ranh giới là sông Hàm Luông.
- Phía bắc giáp xã Phước Long và Giồng Trôm.

Xã Tân Hào có diện tích 44,45 km², dân số năm 2025 là 30.694 người, mật độ dân số đạt 690 người/km².

## Lịch sử
Ngày 6 tháng 12 năm 2019, Hội đồng Nhân dân tỉnh Bến Tre ban hành Nghị quyết 68/NQ-HĐND về việc sáp nhập ấp Đội Bảy vào ấp Tân Thị.
Ngày 16 tháng 6 năm 2025, Ủy ban Thường vụ Quốc hội ban hành Nghị quyết số 1687/NQ-UBTVQH15 về việc sắp xếp các đơn vị hành chính cấp xã của tỉnh Vĩnh Long năm 2025. Theo đó, sắp xếp toàn bộ diện tích tự nhiên, quy mô dân số của các xã Tân Hào, Tân Lợi Thạnh và Thạnh Phú Đông thành xã mới có tên gọi là xã Tân Hào.
Sau khi sáp nhập, xã Tân Hào có 44,45 km² diện tích tự nhiên và dân số 30.694 người.

## Hành chính
Xã Tân Hào gồm: ấp Tân Thị (ấp 1), (ấp Đội Bảy (ấp 2) bị xác nhập vào ấp Tân Thị), ấp Giồng Tre Quạ (ấp 11), ấp Ông Xòm (ấp 12), ấp Giồng Thủ (ấp 13), ấp Giồng Bà Mén (ấp 14), ấp Tân Thị Đình (ấp 15).

## Địa danh
Chợ Hương Điểm (Chợ Tân Hào) nằm ở ấp Tân Thị, xã Tân Hào. Trường học gồm: Trường Tiểu học Lê Thị Xuân (ấp Tân Thị), Trường THCS Đồng Văn Cống (ấp Tân Thị), Trường THPT Nguyễn Trãi (ấp Tân Thị). Đền thờ Trung tướng Đồng Văn Cống nằm tại ngã ba giữa Huyện lộ 11 và QL.59C.